# Atlético de la Sabana
Atlético de la Sabana ist ein ehemaliger kolumbianischer Fußballverein aus Sincelejo, Sucre, der zwei Jahre in der Categoría Primera B spielte.

## Geschichte
Atlético de la Sabana war der Nachfolgeverein des Zweitligisten Córdoba FC aus Cereté.
Atlético de la Sabana nahm an den Spielzeiten 2009 und 2010 teil. Der Verein erreichte im Torneo Finalización 2009 das Finale, das aber gegen Atlético Bucaramanga verloren wurde. 
Ende 2010 verkaufte der Verein wegen finanzieller Probleme sein Startrecht an Uniautónoma FC, der seit der Spielzeit 2012 in der zweiten kolumbianischen Liga spielte und 2013 den Aufstieg in die Categoría Primera A schaffte.

## Stadion
Atlético de la Sabana absolvierte seine Heimspiele im Estadio Arturo Cumplido Sierra in Sincelejo. Das Stadion hat eine Kapazität von etwa 5.000 Plätzen.